# KD Avia

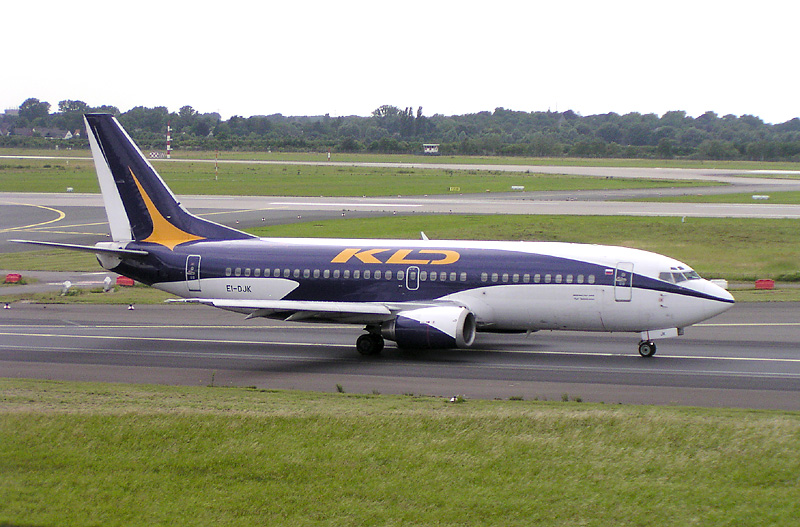
Boeing 737-300 de KD Avia

KD Avia (IATA: KD, OACI: KNI) era una aerolínea con su base en el Aeropuerto de Khrabrovo en Kaliningrado, Rusia. Operaba servicios regulares dentro de Rusia, la CEI y la Unión Europea.

## Historia
La aerolínea fue establecida el 8 de octubre de 1945 e inició sus operaciones en 1946. Lanzó sus servicios internacionales en el 2004. La compañía anunció el 27 de mayo de 2005, que reemplazaría su nombre Kaliningrad Avia por KD Avia, en parte para diferenciarse de la compañía estatal del mismo nombre que opera el Aeropuerto de Khrabrovo Airport. 
En el 2005 la aerolínea inició un proyecto de renovación de la flota, cesando la operación de las aeronaves Tu-134 y Tu-154 y reemplazándolos por Boeing 737-300. La primera aeronave Boeing fue recibida por la aerolínea en febrero de 2005 y para fines de ese mismo año, 6 estuvieron en operación. Durante el 2005 la aerolínea operó vuelos regulares desde Kaliningrado a Moscú, San Petersburgo, así como también vuelos chárter desde Moscú, Kaliningrado y otras ciudades rusas a destinos en Turquía, Egipto y Europa. 
En 2006 la flota se incrementó a 9 Boeing 737-300. Al 2007 tiene 19 aeronaves Boeing en operación.
La aerolínea estaba realizando una inversión para la construcción de una nueva terminal de pasajeros en el Aeropuerto de Khrabrovo, el cual iba a ser un centro de conexión de tránsito principal para la red de destinos que la compañía planeaba introducir a partir del 15 de junio de 2007. En una primera etapa, hasta 13 ciudades de Rusia iban a ser conectadas con entre 13 y 15 ciudades de Europa mediant vuelos vía Kaliningrado.
El 4 de septiembre de 2009 se anunció que el certificado de operación de KD Avia quedaría revocado el 14 del mismo mes, con cese de todos los vuelos. El 8 de septiembre la compañía interrumpió sus vuelos.
El 3 de diciembre de 2009, el propietario de KD Avia, Sergéi Grishenko, y su director ejecutivo, Leonid Itskov, fueron acusados de quiebra fraudulenta (según la acusación, Grishenko e Itskov llevaron a cabo con compañías vinculadas a Grishenko diversos acuerdos sin sentido para KD Avia y que llevaron a la compañía a una situación de insolvencia).

## Antiguos destinos
- Alemania
  - Berlín (Aeropuerto Internacional de Berlín-Tegel)
  - Düsseldorf
  - Hamburgo
  - Hanóver
  - Múnich
- España
  - Barcelona (Aeropuerto de Barcelona)
- Hungría
  - Budapest
- Italia
  - Milán (Aeropuerto de Milán-Malpensa)
  - Roma (Aeropuerto de Roma-Fiumicino)
- Kazajistán
  - Astaná (Aeropuerto internacional de Astaná)
- Rusia
  - Ekaterinburg (Aeropuerto internacional Koltsovo)
  - Moscú
    - Aeropuerto Internacional de Domodedovo
    - Aeropuerto Internacional de Sheremetyevo

  - Nizhniy Novgorod
  - Tyumen
  - Omsk
  - San Petersburgo (Aeropuerto de Pulkovo)
  - Samara
  - Ufa
- Ucrania
  - Kiev (Aeropuerto de Kiev-Boryspil)

## Flota
A febrero de 2009 la flota de KD Avia incluía:
- 16 Boeing 737-300